# Y a-t-il un grand architecte dans l'Univers ?
Y a-t-il un grand architecte dans l'Univers ? (The Grand Design) est un ouvrage de vulgarisation scientifique du physicien et cosmologiste britannique Stephen Hawking, écrit en collaboration avec le physicien américain Leonard Mlodinow. Il a été publié le 7 septembre 2010 aux États-Unis et en mars 2011 en France.
Hawking suscite une controverse lors de la parution de ce livre. Il lui est notamment reproché de faire la confusion entre sciences, philosophie et vocabulaire religieux et de présenter la théorie M unifiant gravitation et forces électromagnétiques et nucléaires, comme « celle recherchée en vain par Einstein ».